# Nhót lá hẹp
Nhót lá hẹp (danh pháp khoa học: Elaeagnus angustifolia) là một loài thực vật có hoa trong họ Elaeagnaceae. Loài này được L. mô tả khoa học đầu tiên năm 1753.

## Hình ảnh

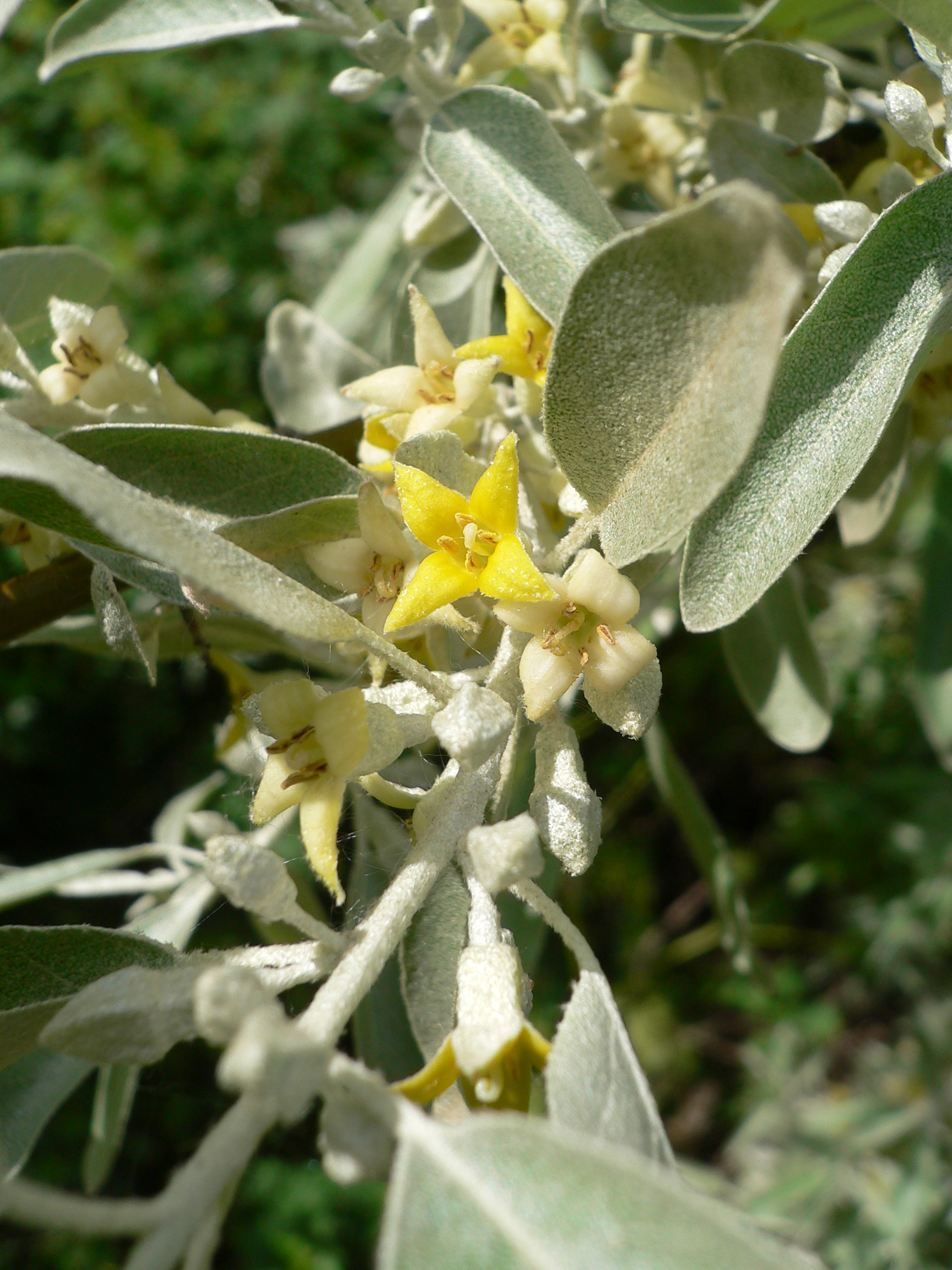
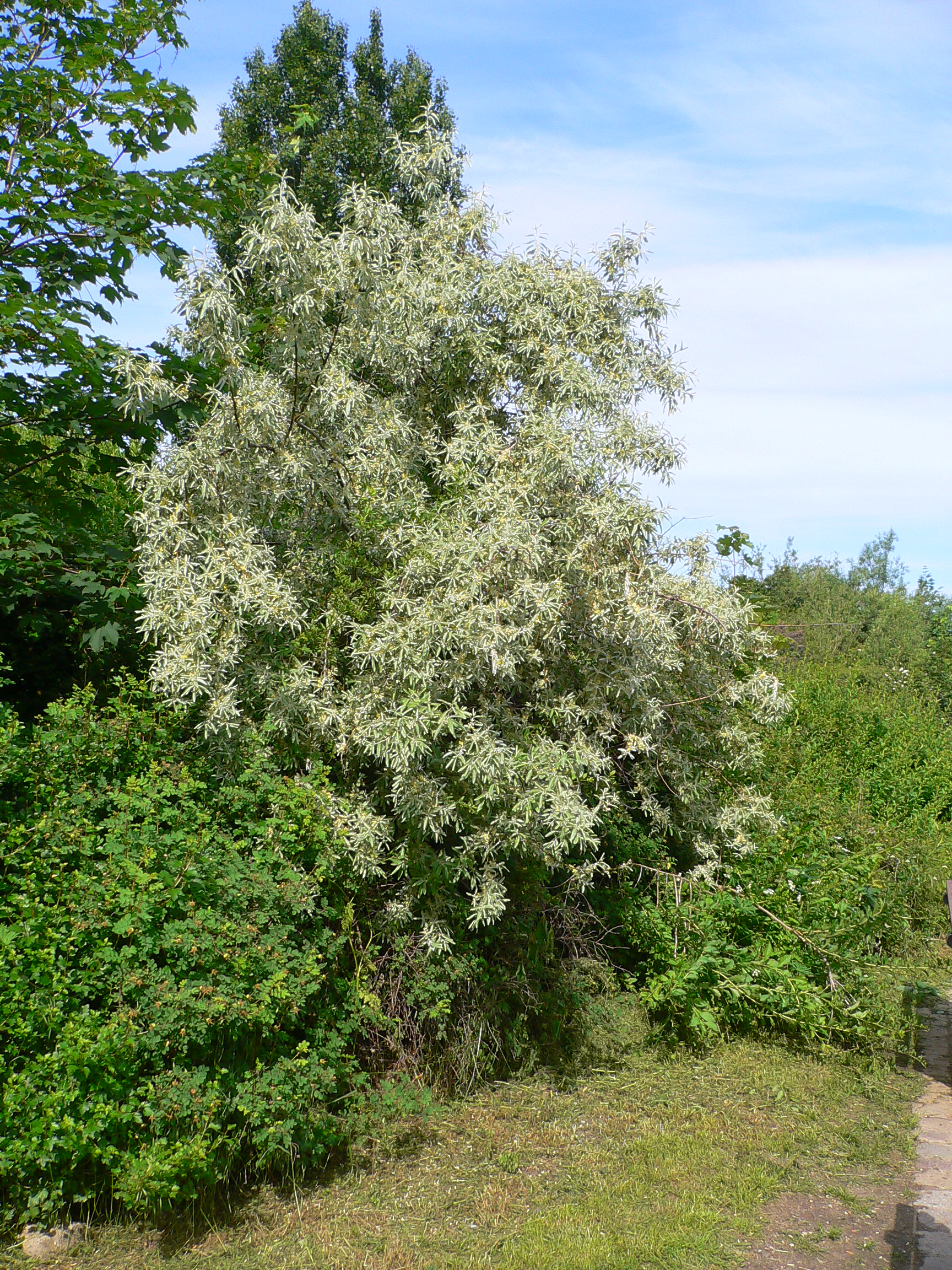
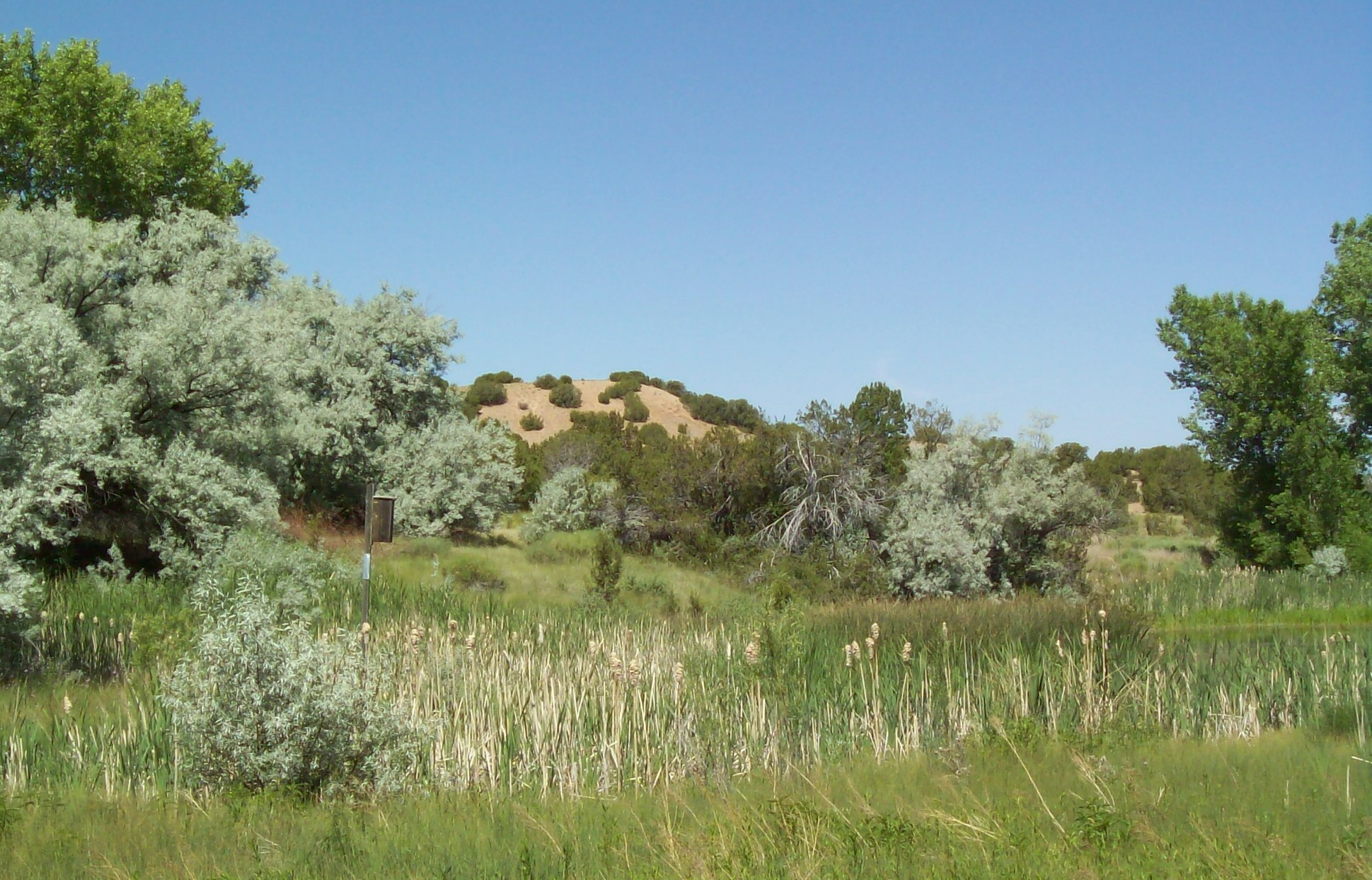
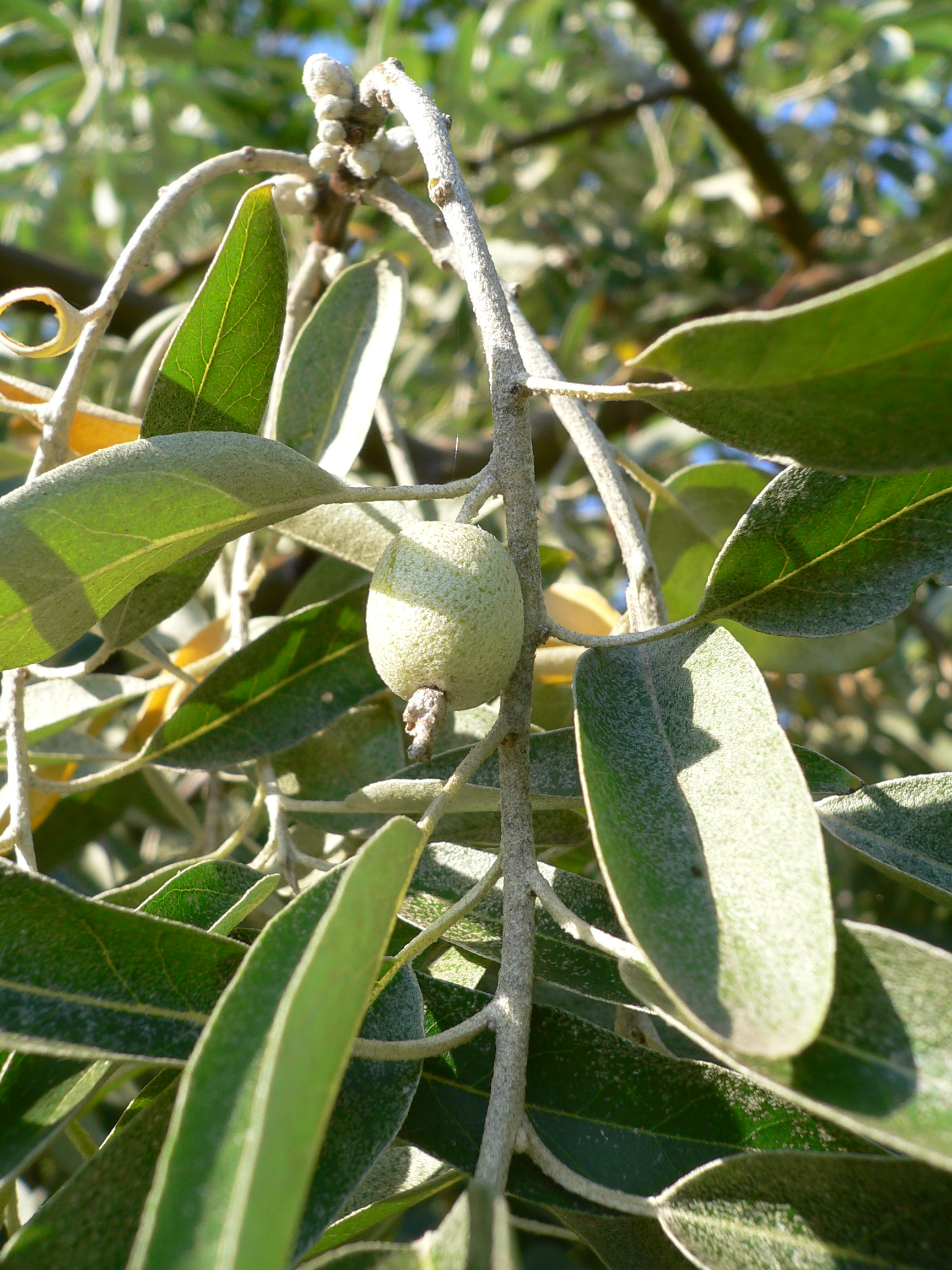